# Šumná
Šumná település Csehországban, a Znojmói járásban. Šumná Štítary, Vracovice, Onšov, Lesná, Olbramkostel és Vranovská Ves településekkel határos. Lakosainak száma 622 fő (2024. január 1.).

## Népesség
A település lakosságának változását az alábbi diagram mutatja:
| Lakosok száma | 196  | 185  | 418  | 531  | 627  | 606  | 622  | 637  | 628  | 622  |
|               | 1869 | 1890 | 1921 | 1950 | 1980 | 2001 | 2017 | 2019 | 2022 | 2024 |